# Bryosedgwickia kirtikarii
Bryosedgwickia kirtikarii là một loài Rêu trong họ Hypnaceae. Loài này được Cardot & Dixon mô tả khoa học đầu tiên năm 1912.